# Teresa Neumann
Teresa Neumann (Therese en alemán) (Konnersreuth, Baviera, Alemania, 8 de abril de 1898-Ib, 18 de septiembre de 1962) fue una laica mística alemana, perteneciente a la Tercera orden de San Francisco. Es llamada popularmente Resel de Konnersreuth. Fue declarada sierva de Dios por la Iglesia católica en 2004.[cita requerida] Está en proceso de beatificación.[cita requerida]
En 1926 Teresa Neumann afirmó por primera vez tener estigmas de Cristo crucificado, Teresa afirmó que los estigmas siguieron apareciendo hasta su muerte. Junto con los de Pío de Pietrelcina, los estigmas de Teresa Neumann fueron probablemente los más estudiados de la historia.
Teresa afirmaba haber llorado lágrimas de sangre, sin embargo, ni su médico ni los espectadores vieron el sangrado en acción, sino solo la sangre en sí misma, y la sangre solo aparecía cuando los espectadores abandonaban la habitación, esto nunca se pudo comprobar de forma científica.
Teresa afirmaba haber estado 40 años sin comer ni beber, a excepción de la Eucaristía, sin embargo estuvo en observación por científicos durante 14 días y se concluyó que esto era un fraude.
Un estudio del 2005 investigó dos compresas usadas por Teresa Neumann e impregnadas de sangre durante la aparición de los estigmas en su cuerpo, para saber si esta sangre era de Teresa o de algún animal, y se concluyó la alta probabilidad de que la sangre de las compresas perteneciese a la propia Teresa Neumann.
Se sabe que cuando Teresa conoció que los antiguos romanos cortaban sus uñas de forma cuadrada modificó la forma de sus estigmas, que hasta entonces había mostrado con bordes redondos. Lo que probablemente señalaría que ella misma, o su familia, causaba estos estigmas.
Atrajo a gran cantidad de visitantes los días de Viernes Santo.[cita requerida]

## Biografía

### Primeros años y dolencias de Neumann

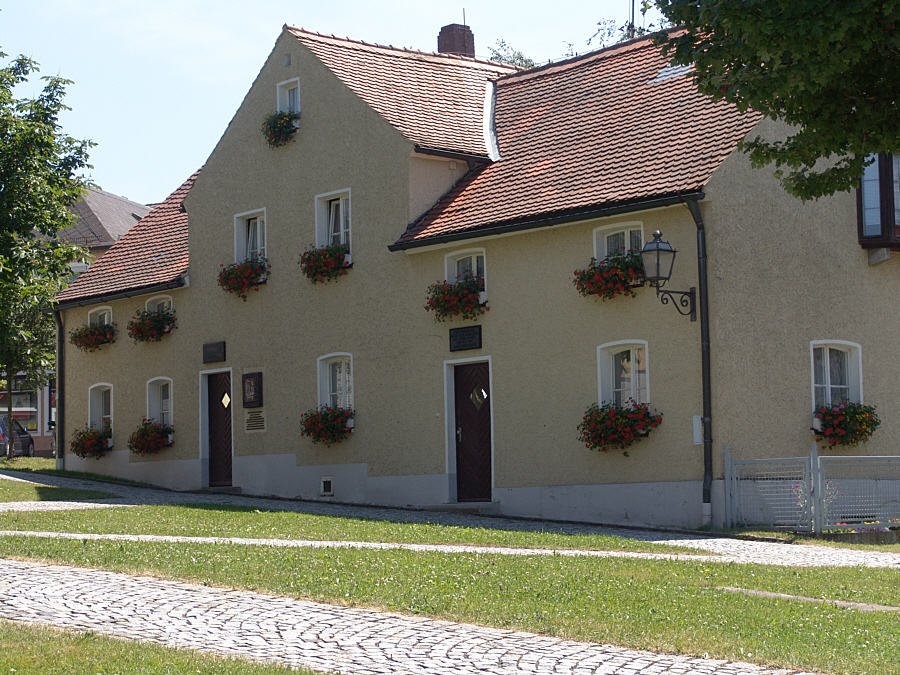
Lugar de nacimiento de Teresa Neumann.

Hija primogénita de la familia de un sastre, tuvo diez hermanos. Trabajó de joven de criada en una granja. El 10 de marzo de 1918, Teresa Neumann quedó casi paralítica después de caerse de un taburete mientras se ocupaba de apagar un fuego en el granero de su tío. Sufrió más caídas y lesiones durante ese período. Después de una caída particular afirmó haber perdido gran parte de la vista. En 1919, quedó completamente ciega. Postrada en cama y en razón de su inmovilidad, desarrolló llagas horribles que a veces dejaban el hueso expuesto.
Teresa Neumann declaró que recuperó la vista el 29 el abril de 1923, día en que Teresa de Lisieux fue beatificada en Roma. Teresa Neumann le había estado rezando novenas antes de este día. El 17 de mayo de 1925 Teresa de Lisieux fue canonizada por la Iglesia católica. Teresa Neumann dijo que experimentó un llamado de la santa, quien la curó de su paraplejía y de sus llagas derivadas de haber guardado cama mucho tiempo.
El 7 de noviembre de 1925, Neumann volvió a guardar cama de nuevo y el 13 de noviembre se le diagnosticó una apendicitis. Estando preparada para la cirugía, tuvo convulsiones violentas y elevó los ojos al techo diciendo finalmente, "sí". Le pidió a su familia que la llevaran a la iglesia inmediatamente para rezar. Entonces anunció que había sido curada de toda traza de apendicitis.

### Estigmas
Teresa más tarde aparentemente desarrollaría los estigmas de la Pasión. Dijo que el 5 de marzo de 1926, primer viernes de Cuaresma, había aparecido una herida ligeramente por encima de su corazón, pero que mantuvo el hecho en secreto. Sin embargo, declaró que había tenido una visión de Jesús en el Monte de los Olivos con tres apóstoles.
El 12 de marzo dijo que tuvo otra visión de Cristo en el Monte de los Olivos junto con la coronación de espinas. También afirmó que la herida por encima de su corazón reapareció ese día, y le habló a su hermana de esto. Adujo que la herida también reapareció el viernes de la semana siguiente. El 26 de marzo, declaró que experimentó la misma herida acompañada por una visión de Cristo soportando la cruz y una herida similar en la mano izquierda. Como se observó que tenía sangre en la ropa, ya no trató de mantener en secreto la información.
Según el testimonio de Neumann, el Viernes Santo presenció en sus visiones la Pasión entera de Cristo. Tenía heridas en las manos y los pies acompañadas de sangre que parecía salir de los ojos. La sangre salía de las heridas, pero según el libro del crítico de Neumann Josef Hanauer (La Estafa de Konnersreuth) los presentes no vieron salir la sangre sino sólo la sangre misma. Según el autor Albert Paul Schimberg, muchas personas vieron salir la sangre de sus heridas y estos testigos no se limitaban a su familia inmediata y al párroco Josef Naber. A las 15 horas de ese día, llamaron a su párroco Josef Naber para darle a Neumann los últimos sacramentos. A las 16 horas su condición mejoró. Las heridas de sus pies y las manos fueron observadas cuando la bañaron.
El domingo de Resurrección, Neumann dijo que tuvo una visión de la resurrección de Cristo. Durante varios viernes consecutivos después manifestó que estaba experimentando la Pasión de Cristo, aparentemente sufriendo en su propio cuerpo junto toda la agonía histórica. Sufría la Pasión especialmente el Viernes Santo cada año.
El 5 de noviembre de 1926, exhibió nueve heridas en la cabeza así como heridas en la espalda y los hombros. Según varias fuentes estas heridas nunca se curaron o se infectaron, y se encontraban en su cuerpo al momento de su muerte.
Los estigmas de Teresa Neumann fueron, junto con los de Pío de Pietrelcina, los más estudiados de la historia. No desarrollaban inflamación o supuración, ni podían ser cerrados ni curados por medios naturales.
El estudio más reciente, publicado en 2006 en la International Journal of Legal Medicine, analizó dos compresas empapadas de sangre durante los episodios de estigmas. Comparó secuencias de ADN mitocondrial (HV1 y HV2) con una muestra de una sobrina materna, revelando identidad, y obtuvo un perfil de repeticiones en tándem cortas (STR) idéntico a una carta escrita por Neumann en los años 30. No se encontraron indicios de manipulación, confirmando que la sangre era de Neumann, lo que respalda la autenticidad de los estigmas en términos biológicos, pero no aborda su origen sobrenatural.
Según  testigos, (incluyendo sacerdotes) durante algunos de sus trances de los viernes, decía frases identificadas como arameo antiguo. Se dijo también que podía comprender hebreo, griego y latín. No hay registro ni evidencia aparte de las declaraciones de sus seguidores.

### Inedia (ausencia de alimentación)
Teresa Neumann afirmó no haber consumió comida desde 1922 hasta su muerte en 1962, aparte de la Eucaristía, y dijo que no bebió agua desde 1926, lo que siguió hasta su muerte. El caso fue evaluado en diferentes momentos por distintas personalidades. Este caso no es único en la historia del misticismo, pues otras personalidades místicas experimentaron el mismo fenómeno: Ángela de Foligno (12 años), Catalina de Siena (8 años aproximadamente), Elisabeth de Reute (más de 15 años), Liduina de Schiedam (28 años), Nicolás de Flüe (20 años); sin embargo, el caso de Teresa Neumann es el más estudiado.
Entre otros, el ayuno fue evaluado por la curia de Ratisbona. En julio de 1927 un médico y cuatro enfermeras franciscanas la vigilaron durante un periodo de 14 días. Durante este periodo bajó de peso de 54,8kg a 51kg, sin embargo posteriormente su peso volvió a la normalidad el historiador Ian Wilson comentó que la evidencia indicaba que Neumann "regresó a la ingesta normal de alimentos y bebidas". La prueba nunca se repitió y su familia negó el permiso para realizar más pruebas.
En El fenómeno físico del Misticismo, Montague Summers refiere la capacidad sobrenatural de Neumann de sobrevivir largas temporadas sin comida ni agua. Apoyaba esta afirmación refiriéndose a un artículo acerca de Teresa Neumann en el número del 5 de enero de 1940 en "El Universo", que declaraba que esta campesina rechazó las cartillas de racionamiento alemanas diciendo que no necesitaba comida ni bebida, lo que también es señalado por otros autores.

### Teresa Neumann durante el nazismo
Durante el Tercer Reich, Teresa Neumann fue el blanco de ridículo y difamación, ya que los nazis conocían sus discrepantes puntos de vista y temían su creciente popularidad. Fue vigilada por la Gestapo. Nunca sufrió daños físicos, aunque su casa familiar, la parroquia y la casa del sacerdote recibieron ataques directos.[cita requerida]
En 1927, se hizo amiga del periodista alemán Fritz Gerlich, y apoyó las actividades de resistencia al nazismo que desarrollaba Gerlich. Inicialmente, Gerlich buscó exponer la estigmatización de Neumann como una farsa, pero la relación con Neumann lo impactó, y en 1931 se convirtió del calvinismo al catolicismo. A partir de ese año y hasta su muerte en el campo de concentración de Dachau, la resistencia de Gerlich al nazismo se inspiró en las enseñanzas sociales de la Iglesia católica.[cita requerida]

### Teresa Neumann y Paramahansa Yogananda
Paramahansa Yogananda visitó a Teresa Neumann y escribió sobre su caso en su libro Autobiografía de un yogui, publicada en 1946. Le dedicó un capítulo entero, Teresa Neumann, la estigmatizada católica de Baviera, que relata una descripción de primera mano de uno de sus trances de la Pasión del Viernes Santo.

### Muerte de Neumann
El 18 de septiembre de 1962, Teresa Neumann murió de paro cardíaco, después de haber padecido angina de pecho durante algún tiempo.
La Iglesia católica no ha confirmado ni negado la inedia (de la que padecía según sus críticos), ni sus estigmas. "Resl", como se la conoce coloquialmente, ha logrado sin embargo un lugar en la devoción popular – una petición pidiendo su beatificación fue firmada por 40 000 personas. En 2005, Gerhard Ludwig Müller, obispo de Regensburg, empezó formalmente el proceso eclesiástico para su canonización.

## Su tarea en la vida
Según Paramahansa Yogananda, Teresa Neumann le dijo durante su visita: "Una de las razones por las que estoy aquí en la tierra es para probar que el hombre puede vivir de la luz invisible de Dios, y no sólo de la comida". Su juicio fue: "me di cuenta de inmediato que su vida extraña es dirigida por Dios para asegurar a todos los cristianos la autenticidad histórica de la vida y crucifixión de Jesús según registra el Nuevo Testamento, y para exponer de forma dramática el vínculo entre el Maestro de Galilea y sus devotos". Cuando Paramahansa Yogananda cuestiona la noción de que Teresa Neumann había vivido comiendo solo una hostia eucarística diariamente durante los últimos 12 años, ella manifiesta que vive de la luz de Dios. El famoso yogui entonces sugiere, "veo que usted se da cuenta de que la energía fluye a su cuerpo del éter, del sol, y del aire". Teresa entonces sonríe y expresa su felicidad de que él comprenda la manera en que vive.